# Dariusz Stachowiak
Dariusz Stachowiak (ur. 18 lipca 1984 roku we Wrześni) – polski piłkarz grający na pozycji pomocnika. W Ekstraklasie wystąpił 39 razy i strzelił 1 gola (stan po sezonie 2011/12).
Karierę piłkarską zaczynał w Sparcie Orzechowo, następnie przeszedł do Lecha Poznań, w pierwszym składzie wystąpił tylko cztery razy w ciągu dwóch sezonów i nieusatysfakcjonowany osiągnięciami w Lechu, przeprowadził się do drugoligowego greckiego klubu AS Lilas Vassilikon. Tam także jednak nie nabrał dodatkowych umiejętności, gdyż klub z powodu ograniczonych środków, nie miał bazy treningowej. Po roku spędzonym w greckiej drugiej lidze, Adam Topolski sprowadził Stachowiaka do Sokoła Kleczew. Zadeklarował, że przygotuje zawodnika do gry w lepszym polskim klubie. Podczas okienka transferowego przed rozpoczęciem sezonu 2006/07 sprowadzono go do pierwszoligowego Górnika Zabrze. Po sezonie 2007/08 został wypożyczony do ŁKS Łódź, w którym wystąpił osiem razy. Następnie grał w Turze Turek, Stali Stalowa Wola, Asprópyrgos AÓ, Sokole Kleczew, Victorii Września. Rundę jesienną sezonu 2012/2013 spędził ponownie w Sokole Kleczew. W rundzie wiosennej sezonu 2012/2013 został zawodnikiem III-ligowego Sapa Lubuszanin Trzcianka.
Dwukrotnie wystąpił w juniorskiej reprezentacji Polski, podczas finałów Euro 2001.